# Nicolaus Fuss
Nicolaus Fuss, scris și Nikolaus Fuß sau Nikolai Ivanovici Fuss (n. 29 ianuarie 1755 la Basel) - d. 4 ianuarie 1826 la Sankt Petersburg) a fost un matematician rus de origine elvețiană.
La invitația lui Leonhard Euler, în 1773 s-a mutat în Rusia, unde ulterior a fost numit secretar la Academia de Științe din Sankt Petersburg.
Ca secretar al lui Euler, a pregătit pentru tipar peste 250 de scrieri ale marelui matematician.
S-a căsătorit cu o nepoată de-a lui Euler și a fost socrul chimistului rus Ghenrih Struve.
Fiul său, Pavel Nikolaevici Fuss (1798 - 1855), a fost de asemenea matematician, care a deținut funcții importante în cadrul Academiei din Sankt Petersburg și care a lucrat la redactarea corespondențelor lui Euler, Christian Goldbach și Daniel Bernoulli, precum și la întocmirea biografiei lui Euler.

## Activitate științifică
Cercetările sale sunt strâns legate de cele ale lui Euler și se referă la domenii ca: optică, geometrie sferică, trigonometrie, teoria seriilor, geometria curbelor, rezolvarea unor ecuații diferențiale, astronomie, geodezie.
A efectuat cercetări interesante privind geometria sferică.
Astfel, în 1788 a fost primul care a considerat elipsele sferice ca fiind linii de intersecție ale sferei cu un con eliptic concentric.
A studiat rectificarea curbelor, raportul dintre raza de curbură și raza vectoare, care conduc la ecuații diferențiale.
A continuat unele cercetări inițiate de Anders Johan Lexell, referitoare la locurile geometrice în spațiu.
A rezolvat probleme de construcție a triunghiurilor în condiții de maxim și de minim.
În 1778 a primit un premiu din partea Academiei Franceze de Științe.
Teorema lui Fuss referitoare la patrulatere bicentrice îi poartă numele.

## Scrieri
- 1823: Bazele matematicii pure;
- 1843: Correspondance mathématique et physique de quelques célebres géométres du XVIII-ème siècle, în două volume.

De asemenea, Fuss a publicat o parte din corespondența lui Euler și a scris o serie de manuale, care au jucat un rol important în dezvoltarea metodologiei predării matematicii în Rusia.
A publicat mai multe articole din domeniul trigonometriei sferice în Acta Academiae Petersburg.
Lucrările sale au fost editate de prestigioasa academie în latină și franceză.